# 김유미 (1979년)
김유미(1979년 10월 12일 ~ )는 대한민국의 배우이다.

## 생애
서울특별시에서 출생하였고 강원도 양양에서 성장하였으며 1999년 CF 뉴트로지나를 통해서 첫 데뷔를 했다. 고등학교 동기로는 조승우, 김하영 등이 있다.
그녀의 부친은 육사·보병학교·홍익대 경제학과 및 육군대학 출신이며 대한민국 육군 준장으로 예편하였다.

## 학력
- 문정중학교
- 계원예술고등학교
- 서울예술대학 방송연예과

## 출연작

### 드라마
- 2000년 SBS 드라마 스페셜 《경찰특공대》 ... 프로페셔널 킬러 정단비 역
- 2000년 SBS 미니시리즈 《천사의 분노》 ... 은하 역
- 2001년 MBC 특별기획드라마 《상도》 ... 윤채연 역
- 2002년 KBS HDTV특집드라마 《다연》 ... 정수 역
- 2002년 MBC 미니시리즈 《로망스》 ... 최윤희 역
- 2002년 KBS 특별기획드라마 《태양인 이제마》 ... 설이 역
- 2003년 KBS 주말드라마 《진주 목걸이》 ... 박난주 역
- 2003년 MBC 미니시리즈 《위풍당당 그녀》 ... 이금희 역
- 2006년 SBS 미니시리즈 《독신천하》 ... 남정완 역
- 2008년 SBS 프리미엄드라마 《신의 저울》 ... 신영주 역
- 2008년 OCN 미니시리즈 《과거를 묻지 마세요》 ... 장선희 역
- 2009년 MBC 일일연속극 《살맛 납니다》 ... 홍민수 역
- 2012년 MBC 대장경 천년특별기획 《무신》 ... 대씨 부인 역
- 2013년 JTBC 미니시리즈 《무정도시》 ... 이진숙 역
- 2014년 JTBC 월화드라마 《우리가 사랑할 수 있을까》 ... 김선미 역
- 2019년 tvN 토일드라마 《로맨스는 별책부록》 ... 고유선 역
- 2021년 KBS 수목드라마 《안녕? 나야!》 ... 오지은 역
- 2023년 tvN 토일드라마 《이번 생도 잘 부탁해》 … 조유선 역 (특별출연)
- 2023년 넷플릭스 드라마 《이두나!》 … 마 회장 역 (특별출연)
- 2023년 SBS 목요드라마《국민사형투표》 ... 민지영 역

### 영화
- 2002년 《폰》 ... 강호정 역
- 2004년 《인형사》 ... 해미 역
- 2005년 《종려나무 숲》 ... 화연/정순 역
- 2006년 《공필두》 ... 민주 역
- 2007년 《리턴》 ... 서희진 역
- 2009년 《창》
- 2013년 《붉은 가족》 ... 백승혜 역
- 2013년 《블랙 가스펠》 ... 본인 역
- 2016년 《블랙가스펠 2: 소울을 찾는 여정 가운데 만난 사람들》 ... 우정출연

### M/V
- 1998년 김현성 - 슬픈 변명
- 2001년 고재근 - She
- 2001년 양파 - Blooming
- 2006년 버블시스터즈 - 사랑 먼지
- 2008년 이수영 - 단발머리
- 2008년 피터 - Show Man

### 광고
- 1999년 뉴트로지나
- 1999년 좋은사람들 옥황상제 - 옥이튼팬티
- 2002년 태평양 설록차 - 기업PR
- 2003년 삼성화재 애니카 - 낙석주의 편
- 2004년 포스코건설 - 더샾
- 2004년 포스코건설 더샾 - 햇살편
- 2005년 포스코건설 더샾 - 어고노믹스 디자인
- 2005년 포스코건설 더샾 - 어고노믹스 디자인 감성의 샾
- 2013년 위니아 만도 - 난 쾌적한 가습

## 예능
- 2012년 SBS 《강심장》
- 2015년 JTBC 《학교 다녀오겠습니다》

## 수상 및 후보
| 연도 | 시상식              | 부문                    | 작품                    | 결과 |
| ---- | ------------------- | ----------------------- | ----------------------- | ---- |
| 2000 | SBS 연기대상        | 여자 신인상             | 경찰특공대, 천사의 분노 | 수상 |
| 2002 | 제23회 청룡영화상   | 여우조연상              | 폰                      | 후보 |
| 2002 | KBS 연기대상        | 여자 신인상             | 태양인 이제마           | 수상 |
| 2003 | KBS 연기대상        | 여자 우수연기상         | 진주 목걸이             | 후보 |
| 2006 | 제42회 백상예술대상 | 영화부문 여자신인연기상 | 종려나무 숲             | 후보 |